# 法索拉鱷屬

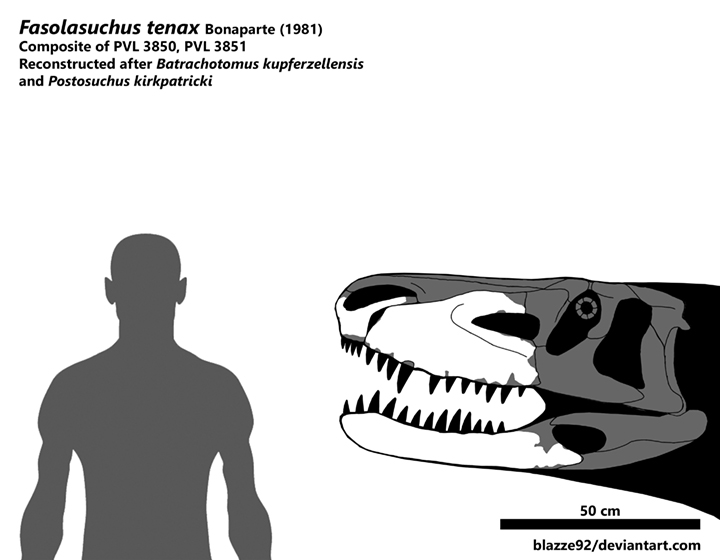
法索拉鱷頭骨與人類的比例

法索拉鱷屬（學名：Fasolasuchus）是副鳄形类的一屬，化石發現於阿根廷，地質年代為三疊紀晚期的诺利阶。法索拉鱷的身長估計約8到10公尺，而蜥鱷只有5到7公尺長。法索拉鱷是侏儸紀以前的最大型陸地脊椎動物之一。法索拉鱷與蜥鱷只有一排尾巴鱗甲（皮內成骨），這在副鳄形类中相當獨特。法索拉鱷的脊椎關節是採下椎弓突（Hyposphene）-下椎弓凹（Hypantrum）的連接方式，因此脊柱相當牢固。數種其他副鳄形类（例如波斯特鱷）與蜥臀目恐龍也有這種特徵。

## 外部連結
- 法索拉鱷 （页面存档备份，存于） - Paleobiology Database